# Amapi
 (février 2013).
Si vous disposez d'ouvrages ou d'articles de référence ou si vous connaissez des sites web de qualité traitant du thème abordé ici, merci de compléter l'article en donnant les références utiles à sa vérifiabilité et en les liant à la section « Notes et références ».
Amapi est un logiciel de modélisation tridimensionnelle selon les procédés NURBS et polygonal. Aujourd'hui édité par la société e frontier, Amapi s'oriente vers une utilisation orientée « design produit », bien qu'il soit aussi utilisable pour des créations d'illustration. La version courante d'Amapi est la 7.5.
Son nom vient de la réplique culte de Droopy : (en) « You know what? I'm happy ». La société qui a créé le logiciel s'appelait Yonowat, fondée par Laurent Billy et Jean-Marc Noirot-Cosson. Résolument amateur de calembours, L. Billy avait lancé Amapi 2.0 sous le slogan « Yonowat ? I'm deux zéro », nouvel hommage au « you know what? I'm the hero » de Droopy. Une série limitée d'autocollants, pastichant les stickers "Intel inside", a été tirée à la même occasion, on pouvait y lire « Amapi c'est dessus. »

## Spécificités

### Interface
En plus d'une interface classique, Amapi dispose également d'une interface simplifiée. Les outils sont regroupés au sein de trois "trousses à outils" correspondant aux trois étapes de la modélisation 3D :
- Construction,
- Modelage,
- Assemblage.

Déplacer la souris vers la droite de l'écran permet de changer la trousse à outils (et donc les différents outils) accessible à l'utilisateur.
L'interface classique affiche les outils sous forme de blocs d'icônes superposés.

### Navigation
Amapi immerge l'utilisateur dans la scène qu'il est en train de créer. L'utilisateur tourne autour des objets qu'il est en train de créer, s'en rapproche, s'en éloigne, etc.
Amapi s'utilise à deux mains : une pour la souris, manipulant les différents outils et l'autre pour le clavier, permettant de tourner autour de la forme rapidement et d'utiliser les raccourcis.

### Rendu
Amapi permet différents modes de prévisualisation en temps réel (fil de fer, solide, ombré...) et ce, aussi bien dans la fenêtre principale que dans les différentes vues.
La touche Return déclenche un rendu de l'objet sur lequel on travaille.

## Technologie
Amapi propose plusieurs technologies et types de modélisations :
Modélisation En Box Modeling - Subdivision de Surfaces
Amapi propose tous les outils standards de la modélisation en BOX modeling, allant de l'extrusion simple, au tubage avancé.
Modélisation En Edge Modeling - Subdivision de Surfaces (v8)
En complément du Box Modeling, Amapi permet une modélisation en Edge Modeling (ou extrusion d'arêtes) très rapide, couplée aux manipulateurs 3D.
Modélisation Surfacique polygonale
Les classiques primitives sont disponibles, ainsi que les opérations booléennes. L'utilisateur peut se servir de différentes courbes proposées (polyligne, courbe, courbe interpolée, cercle, arc, rectangle, etc.), puis utiliser de nombreux outils pour transformer les courbes en surfaces.
Amapi propose pour cela toutes sortes de fonctions: Extrusion, Profilé, Double Profilé, Surface réglée, Coque, Surface de Gordon, Surface de Coon, etc.
Lissage polygonal
Les fonctions de lissage d'Amapi sont à la fois puissantes et variées : lissage de Catmull-Clark, lissage de Bézier, lissage de Doo-Sabin, lissage de Loop, lissage papillon.
Modélisation NURBS
Modélisation Surfacique NURBS
Lissage NURBS (conversion polygonale vers NURBS)
Géométrie Dynamique
Une fois créées, les surfaces gardent une relation avec leurs courbes d'origine. Il suffit de modifier les courbes pour voir la surface s'adapter.

## Hexagon?
D'Amapi a été tiré un nouveau modeleur, Hexagon, qui a repris une partie de la philosophie d'Amapi. Il est plus dédié au travail d'illustration, et est maintenant la propriété de DAZ. Il est très aisé de passer d'Amapi à Hexagon et réciproquement, mais ne reprend pas la totalité des fonctions d'Amapi, notamment le lissage NURBS. Malheureusement, ce logiciel n'a pas évolué depuis son rachat.